# به تعطیلات رسید
" در تعطیلات وارد شد " (روسی: Прибыл на каникулы) یک نقاشی رنگ روغن روی بوم اثر هنرمند شوروی، فئودور رشتنیکوف، است. این نقاشی در سال ۱۹۴۸ کشیده شده و نمونه‌ای از مضامین سوسیالیستی در هنر است. این نقاشی در گالری ترتیاکوف در مسکو قرار دارد. در سال ۱۹۴۹، به این هنرمند جایزه استالین درجه دو اهدا شد.
رشتنیکوف پیش از این نقاشی به عنوان یک کاریکاتوریست محبوب شناخته می‌شد؛ بنابراین «به تعطیلات رسید» تجربه‌ای ارزشمند و موفق در هنر ژانر برای این هنرمند بود. این اثر نشان‌دهندهٔ گذار او از طنز تصویری به روایت‌های واقع‌گرایانه‌تر در قالب نقاشی‌های روایی است. استقبال منتقدان و مخاطبان از این نقاشی، جایگاه رشتنیکوف را به‌عنوان یکی از چهره‌های برجستهٔ هنر شوروی در دههٔ ۱۹۵۰ تثبیت کرد.
خود نقاشی، رویدادی شاد را به تصویر می‌کشد. خانواده‌ای به پسر جوانی، یک دانشجوی افسری سووروف که برای جشن سال نو و تعطیلات طولانی به خانه آمده است، خوشامد می‌گویند. نوه، با لباس نظامی، خوشحال است - با صورتی درخشان و لبخندی گشاده، با سلام نظامی ساختگی به پدربزرگش سلام می‌کند. پدربزرگش در حالت خبردار ایستاده و سلام نظامی را می‌پذیرد. شخصیت‌های نقاشی، دانشجوی افسری سووروف، پدربزرگش و دختری با کراوات پیشگام هستند که با عشق و شوخ‌طبعی به تصویر کشیده شده‌اند. فضای جشن و سرور در خانه و جذابیت شخصیت‌ها، خوش‌بینی نقاشی را برجسته می‌کند و نشان می‌دهد که جنگ طولانی تمام شده و آینده‌ای روشن و شاد در پیش است. از سوی دیگر، این اثر همچنین حس درام دارد زیرا والدین پسر به تصویر کشیده نشده‌اند. این واقعیت که پس از جنگ، کودکانی که بستگان خود را از دست داده بودند، اغلب در مدرسه نظامی سووروف ثبت‌نام می‌کردند، نشان می‌دهد که ممکن است آنها زنده نمانده باشند.
«به تعطیلات رسید» برای رشتنیکوف شهرت به ارمغان آورد و به یکی از شناخته‌شده‌ترین آثار او تبدیل شد. این نقاشی اغلب در کلاس‌های زبان روسی برای آموزش نوشتن انشا به دانش‌آموزان استفاده می‌شد؛ برنامه درسی مدارس شوروی سال‌ها از این نقاشی به عنوان موضوع انشانویسی استفاده می‌کرد. تیراژ کارت‌پستال‌هایی که شامل کپی این نقاشی هستند، بالغ بر ۱۳ میلیون نسخه است که بسیار بیشتر از هر کارت‌پستال دیگری در اتحاد جماهیر شوروی سابق است.
نقاشی معروف رشتنیکوف در سال ۱۹۵۲ با عنوان «دوباره نمره پایین» شامل کپی از تابلوی «به تعطیلات رسیدم» روی یکی از دیوارها است. این هنرمند همچنین در نقاشی بعدی خود با عنوان «بازنگری» از کپی تابلوی «دوباره نمره پایین» استفاده کرد.
بنای یادبودی که به فارغ التحصیلان مدارس نظامی سووروف و دانشجویان دانشکده افسری اختصاص داده شده است، در مدرسه نظامی سووروف سن پترزبورگ واقع در خیابان سادوویا، پلاک ۲۶، رونمایی شد. ترکیب این مجسمه، صحنه‌ای را که در نقاشی «به تعطیلات رسیده» به تصویر کشیده شده است، بازسازی می‌کند: یک مرد نظامی جوان به پدربزرگ خود سلام نظامی می‌دهد؛ قهرمانان این بنای یادبود نیز شباهتی به نمونه‌های اولیه خود دارند. این بنای یادبود به ابتکار فرمانده منطقه نظامی غرب، آناتولی سیدوروف، فارغ‌التحصیل مدرسه سووروف، ساخته شده است. مجسمه‌ساز کارن سارکیسوف بود که این بنای یادبود را به مناسبت هفتادمین سالگرد مدارس سووروف و ناخیموف در روسیه ساخت.